# Lijst van afleveringen van seizoen 2 van Phineas en Ferb
Het tweede seizoen van Phineas en Ferb wordt in Nederland op Disney Channel en Disney XD uitgezonden. De vijf hoofdpersonen in de serie zijn: Phineas Flynn en Ferb Fletcher, hun oudere zus Candace Flynn, hun huisdier en geheime agent Perry het vogelbekdier en zijn vijand Dr. Heinz Doofenshmirtz.
Terugkerende personages zijn Isabella Garcia-Shapiro, de moeder Linda Flynn-Fletcher, Perry's baas; Major Monogram, Jeremy Johnson, Baljeet, Buford Van Stomm en Stacy Hirano.

## Rolverdeling

### Nederlandse stemacteurs
- Victor Peeters - Phineas Flynn
- Quinten Schout - Ferb Fletcher (deels seizoen 1)
- Sander van der Poel - Ferb Fletcher (rest seizoen 1, verder) / Jeremy Johnson (rest seizoen 1, verder)
- Lizemijn Libgott - Candace Flynn/Suzy Johnson
- Vivian van Huiden - Isabella Garcia-Shapiro
- Nadir Hajjour - Baljeet Patel
- Rob van de Meeberg - Majoor Francis Monogram
- Bob van der Houven - Dokter Heinz Doofenshmirtz/ Roger Doofenshmirtz
- Fred Meijer - Vader Lawrence Fletcher
- Carolina Mout - Moeder Linda Flynn (seizoen 1, deels seizoen 2 (t/m aflevering 35)
- Edna Kalb - Moeder Linda Flynn (rest seizoen 2 (vanaf aflevering 36 & verder)
- Donna van Engelen - Stacy Hirano (deels seizoen 1)
- Chantal van de Steeg - Stacy Hirano (rest seizoen 1, verder) / Vanessa Doofenshmirtz
- Marcel Veenendaal - Kees (seizoen 1, deels seizoen 2)
- Finn Poncin - Kees (deels seizoen 2, verder) / Norm
- Tom Cornelissen - Buford van Stomm (deels seizoen 1)
- Daan Loenen - Buford van Stomm (rest seizoen 1, verder)

Overige stemacteurs:
Ewout Eggink, Rogier Komproe, Frans Limburg, Hilde de Mildt, Daan Loenen, Finn Poncin, Franky Rampen, Anneke Beukman, Jan Nonhof, Edward Reekers, Olaf Wijnants, Reinder van der Naalt, Sander de Heer, Paul Disbergen, Paula Majoor en Donna Vrijhof.

## Afleveringen
| Nr.         | Titel | Prod. nr.    | Zender                      | Uitzenddatum NL   | Plannen van Phineas and Ferb Uitvindingen Doofenshmirtz Liedjes |
| Nr.         | Samenvatting | Samenvatting | Samenvatting                | Samenvatting      | Plannen van Phineas and Ferb Uitvindingen Doofenshmirtz Liedjes |
| ----------- | --- | ------------ | --------------------------- | ----------------- | --- |
| 48 (1)      | "Het Monster van Loch Neus" | 201          | Jetix                       | 28 september 2009 | Plannen: Bewijzen dat Neusje bestaat Doofenshmirtz' uitvinding: Onderzeeër Liedje: Opdracht, We Redden Iedereen, Mijn Natste Vriend |
| 48 (1)      | Phineas en Ferb onderzoeken het mysterie van het legendarische Loch Neus Monster, een inwoner van Loch Neus. Ondertussen gebruikt Doofenshmirtz een machine om al het zink uit het water van het meer te halen, ook al vindt hij het moeilijk om een slecht plan te bedenken dat zink gebruikt. |              |                             |                   | Plannen: Bewijzen dat Neusje bestaat Doofenshmirtz' uitvinding: Onderzeeër Liedje: Opdracht, We Redden Iedereen, Mijn Natste Vriend |
| 49 (2a)     | "Interview met een Vogelbekdier" | 202a         | Jetix                       | 28 september 2009 | Plannen: Ze maken een Perry-vertaler Doofenshmirtz' uitvinding: BO-OT Liedje: Wat een Mooie Dag |
| 49 (2a)     | Phineas en Ferb bouwen een vertaler om te weten wat Perry's klapperende geluiden daadwerkelijk betekenen, maar ze ontdekken dat de vertaler ook op andere dieren werkt. Ondertussen probeert Doofenshmirtz omgeving te laten overstromen, zodat het net lijkt als Venetië en om iedereen te dwingen om zijn nieuwe uitvinding te kopen zijn Bestuurbare Operatie Overzee Transporter, of BO-OT afgekort. |              |                             |                   | Plannen: Ze maken een Perry-vertaler Doofenshmirtz' uitvinding: BO-OT Liedje: Wat een Mooie Dag |
| 50 (2b)     | "Punt van de Dag" | 202b         | Jetix                       | 28 september 2009 | Plannen: Geven meer aandacht aan de Nestel Doofenshmirtz' uitvinding: Lees mijn gedachte-inator Liedje: N-E-S-T-E-L |
| 50 (2b)     | Phineas en Ferb leren hoe het einde van een schoenveter heet, namelijk een nestel en proberen dit wereldwijd onder de aandacht te brengen. Ondertussen probeert Doofenshmirtz een beschamende video van zichzelf schaatsend in een toilet te wissen van het internet en uit de gedachten van iedereen die het filmpje heeft gezien. |              |                             |                   | Plannen: Geven meer aandacht aan de Nestel Doofenshmirtz' uitvinding: Lees mijn gedachte-inator Liedje: N-E-S-T-E-L |
| 51 (3a)     | "Candace is reuze!" | 203a         | Jetix                       | 29 september 2009 | Plannen: Maken een middel om dingen te laten groeien Doofenshmirtz' uitvinding: Geur-inator Liedje: Topmodel |
| 51 (3a)     | Candace drinkt een groei-elixer van Phineas en Ferb zodat ze lang genoeg is voor een auditie op een lokaal festival voor een carrière als model, maar door het elixer wordt ze 15 meter lang. Ondertussen overdekt Doofenshmirtz het festival met de geur van vuile luiers. |              |                             |                   | Plannen: Maken een middel om dingen te laten groeien Doofenshmirtz' uitvinding: Geur-inator Liedje: Topmodel |
| 52 (3b)     | "Tuinaquarium" | 203b         | Jetix                       | 29 september 2009 | Plannen: Maken een gigantische aquarium in de tuin Doofenshmirtz' uitvinding: Vogelbekdier Geheime Agent Entree Vanwege Mijn Kwaaie Plannen Oppak-inator (V.b.G.A.E.V.M. en K.P.O.-inator), Hotdog Verkoop Wraak-inator (H.d.V.W.-inator) Liedje: Gaat Ie Me Bellen?                                                                                    |
| 52 (3b)     | Phineas en Ferb bouwen een gigantisch aquarium in hun achtertuin voor hun nieuwe goudvis. Ondertussen wacht Candace op een telefoontje van haar vriend Jeremy en Doofenshmirtz probeer met zijn Hotdog verkoop Wraak-inator de heetwaterbakken van hotdogverkopers te bevriezen zodat hij zijn braadworsten kan verkopen. |              |                             |                   | Plannen: Maken een gigantische aquarium in de tuin Doofenshmirtz' uitvinding: Vogelbekdier Geheime Agent Entree Vanwege Mijn Kwaaie Plannen Oppak-inator (V.b.G.A.E.V.M. en K.P.O.-inator), Hotdog Verkoop Wraak-inator (H.d.V.W.-inator) Liedje: Gaat Ie Me Bellen?                                                                                    |
| 53 (4a)     | "Dag van de Levende Gelatine" | 204a         | Jetix                       | 30 september 2009 | Plannen: Ze maken een grote gelatinepudding Doofenshmirtz' uitvinding: Maak-Alles-SLecht-inator Liedje: Spuit Nat Dat Glibberige Monster |
| 53 (4a)     | De jongens zijn geïnspireerd geraakt door Candace om een grote gelatine in Isabella's zwembad te maken. Maar toen Dr. Doofenshmirtz zijn nieuwste uitvinding, de "Maakt-Alles-Slecht-Inator", demonstreert bracht het letterlijk de gelatine tot leven. |              |                             |                   | Plannen: Ze maken een grote gelatinepudding Doofenshmirtz' uitvinding: Maak-Alles-SLecht-inator Liedje: Spuit Nat Dat Glibberige Monster |
| 54 (4b)     | "Dat is Wezenlijk, M’n Beste Stacy" | 204b         | Jetix                       | 30 september 2009 | Plannen: Ze maken een waterglijbaan rondom de Big Ben en de London Eye. Doofenshmirtz' uitvinding: De Big Ben naar zijn huis laten vliegen. Liedje: Ja, dat is wezenlijk |
| 54 (4b)     | De Flynn-Fletcher familie en Stacy bezoeken de grootouders van Ferb in Londen, waar Candace en Stacy onderzoeken wat Phineas en Ferb van plan zijn net zoals Sherlock Holmes het zou doen. Ondertussen werkt Perry samen met een Britse spion, Agent Dubbel 0-0 of 00 0, om Doofenshmirtz' plan om de Big Ben naar zijn huis te brengen, omdat hij moeilijk op zijn horloge kan kijken, te stoppen. |              |                             |                   | Plannen: Ze maken een waterglijbaan rondom de Big Ben en de London Eye. Doofenshmirtz' uitvinding: De Big Ben naar zijn huis laten vliegen. Liedje: Ja, dat is wezenlijk |
| 55 (5a)     | "Niet Knipperen" | 205a         | Jetix                       | 1 oktober 2009    | Plannen: Maken een draaimolen om er alleen naar te kijken Doofenshmirtz' uitvinding: Onzichtbaar-inator Liedje: Kijken en Wachten |
| 55 (5a)     | Candace probeert erachter te komen waar alle creaties van Phineas en Ferb altijd heen gaan. Ondertussen experimenteert Doofenshmirtz met een straal die dingen onzichtbaar kan maken. |              |                             |                   | Plannen: Maken een draaimolen om er alleen naar te kijken Doofenshmirtz' uitvinding: Onzichtbaar-inator Liedje: Kijken en Wachten |
| 56 (5b)     | "Chez Platypus" | 205b         | Jetix                       | 1 oktober 2009    | Plannen: Ze maken hun eigen (vogelbekdier)restaurant Doofenshmirtz' uitvinding: Ontliefd-inator Liedje: Kwade Lief |
| 56 (5b)     | Phineas en Ferb openen een restaurant in hun achtertuin met vogelbekdier als thema, dat al snel het meest trendy restaurant in de stad wordt. Ondertussen gaat Doofenshmirtz op een date in het restaurant met een vrouw die ook is geïnteresseerd in het kwaad. |              |                             |                   | Plannen: Ze maken hun eigen (vogelbekdier)restaurant Doofenshmirtz' uitvinding: Ontliefd-inator Liedje: Kwade Lief |
| 57 (6a)     | "Perry Legt een Ei" | 206a         | Jetix                       | 5 oktober 2009    | Plannen: Ze zorgen voor een ei en denken dat het van Perry is Doofenshmirtz' uitvinding: Walvis Vertaler-inator Liedje: Moeder Aarde Wint |
| 57 (6a)     | Wanneer Phineas en Ferb een ei vinden, waarvan ze dachten dat het van Perry was, bouwen ze een broedmachine om ervoor te zorgen. Als Candace ziet wat haar broers aan het doen zijn, besluit ze om het te verzorgen als een echte moeder. Ondertussen gaat Doofenshmirtz naar de walvissen, die zijn vriendin, door middel van een walvisvertaler die hij in het verleden had gemaakt, opdroegen om hem te dumpen, uit wraak. |              |                             |                   | Plannen: Ze zorgen voor een ei en denken dat het van Perry is Doofenshmirtz' uitvinding: Walvis Vertaler-inator Liedje: Moeder Aarde Wint |
| 58 (6b)     | "Dat Hoort bij het Spel" | 206b         | Jetix                       | 5 oktober 2009    | Plannen: Maken een spel genaamd 'Spring en duik' na om er dan zelf echt in te gaan Doofenshmirtz' uitvinding: Baljurk-inator Liedje: Ik Ga Voor Digitaal |
| 58 (6b)     | Phineas en Ferb maken een spel genaamd 'Spring en duik' na om zelf in het spel in te gaan. Wanneer per ongeluk Candace in de game wordt gezogen, helpen Phineas en Ferb haar om uit het spel te komen en haar op tijd op haar debutantenbal te laten komen. Ondertussen creëert Doofenshmirtz een apparaat dat een straal stuurt naar mensen en ze dan omkleedt in een baljurk (waardoor hij mannelijker zou lijken). |              |                             |                   | Plannen: Maken een spel genaamd 'Spring en duik' na om er dan zelf echt in te gaan Doofenshmirtz' uitvinding: Baljurk-inator Liedje: Ik Ga Voor Digitaal |
| 59 (7)      | "De Kronieken van Meap" | 207          | Jetix                       | 5 oktober 2009    | Plannen: Ferb repareert Meaps ruimteschip en Phineas en Isabella zoeken hem die plotseling verdween Doofenshmirtz' uitvinding: Statischelektrische Versterker-inator Liedjes: Race Door Het Heelal, Bango-Ru |
| 59 (7)      | De jongens hebben per ongeluk een ruimtevaartuig uit de lucht kapotgeschoten met een afstandsbedienbare honkbal, Candace vindt het wezen van het ruimteschip en ze denkt dat het een Japanse knuffelbeest is, maar later ontdekt ze dat het een buitenaards wezen is genaamd Meap. Maar als Phineas, Ferb en Isabella worden ontvoerd door Mitch, een alien stroper, probeert hij Meap te vangen. Candace en Meap proberen hen te redden. Ondertussen probeert Dr. Doofenshmirtz een oude ballon, die hij Ballonie noemt, die hij behandelde als een vriend in zijn jeugd, terug te krijgen met behulp van statische elektriciteit. |              |                             |                   | Plannen: Ferb repareert Meaps ruimteschip en Phineas en Isabella zoeken hem die plotseling verdween Doofenshmirtz' uitvinding: Statischelektrische Versterker-inator Liedjes: Race Door Het Heelal, Bango-Ru |
| 60 (8a)     | "Thaddeus en Thor" | 208a         | Jetix                       | 6 oktober 2009    | Plannen: Bouwen een gigantisch fort Doofenshmirtz' uitvinding: Kickenator 5000 Liedje: Zo Was Mijn Moeders Liefde Snel Van De Baan |
| 60 (8a)     | Als Candace Mandy ontmoet, de zus van 2 broers die ook graag werken aan projecten, dwingt Candace uiteindelijk haar broers te concurreren met de broers van Mandy met het bouwen van een fort. Ondertussen probeert Dr. Doofenshmirtz bij een familiereünie een voetbalspelletje te winnen met een robot schoppend been. |              |                             |                   | Plannen: Bouwen een gigantisch fort Doofenshmirtz' uitvinding: Kickenator 5000 Liedje: Zo Was Mijn Moeders Liefde Snel Van De Baan |
| 61 (8b)     | "Vlieg op! Vlieg op!" | 208b         | Jetix                       | 6 oktober 2009    | Plannen: Maken een groot vliegtuig van papier-maché Doofenshmirtz' uitvinding: Verdamper-inator Liedjes: Pinda Kip Jingle, Papieren Pelikaan Show |
| 61 (8b)     | Phineas en Ferb bouwen een passagiersvliegtuig van papier-maché. Ondertussen gaan Candace en Stacy naar een zwembadfeest bij het huis van Jeremy en Doofenshmirtz bouwt een verdampingsapparaat van gerecycleerde materialen. |              |                             |                   | Plannen: Maken een groot vliegtuig van papier-maché Doofenshmirtz' uitvinding: Verdamper-inator Liedjes: Pinda Kip Jingle, Papieren Pelikaan Show |
| 62 (9a)     | "Doe dan de quiz" | 209a         | Jetix                       | 7 oktober 2009    | Plannen: Zenden hun eigen tv spelshow uit Doofenshmirtz' uitvinding: Vlam-inator Liedje: Doe Dan De Quiz |
| 62 (9a)     | Wanneer Candace hoort dat Jeremy steeds populairder wordt door een tv-commercial, besluit ze om tegen Buford te concurreren in een spelshow van Phineas en Ferb. Ondertussen probeert Doofenshmirtz lokale televisiestationtorens te smelten door zijn verslaving aan het bestellen van producten uit homeshoppingprogramma's. |              |                             |                   | Plannen: Zenden hun eigen tv spelshow uit Doofenshmirtz' uitvinding: Vlam-inator Liedje: Doe Dan De Quiz |
| 63 (9b)     | "In de Wasstraat" | 209b         | Jetx                        | 7 oktober 2009    | Plannen: Bouwen een gigantische wasstraat Doofenshmirtz' uitvinding: De berg-je-maar-molshoop-inator, door druk-inator Liedje: De Phin-tastische Ferb-uleuze Wasstraat |
| 63 (9b)     | Phineas en Ferb helpen Isabella en de Kampvuurmeisjes om geld in te zamelen voor de sterneusmol door de bouw van 's werelds grootste automatische wasstraat en Doofenshmirtz probeert letterlijk bergen te maken uit molshopen. |              |                             |                   | Plannen: Bouwen een gigantische wasstraat Doofenshmirtz' uitvinding: De berg-je-maar-molshoop-inator, door druk-inator Liedje: De Phin-tastische Ferb-uleuze Wasstraat |
| 64 (10a)    | "Oh, Daar Ben Je, Perry" | 210a         | Jetix                       | 8 oktober 2009    | Plannen: Ze zoeken Perry die dit keer echt verdween Doofenshmirtz' uitvinding: Raketschoenen, zelfvernietigingsknop Liedje: Kom Terug, Perry |
| 64 (10a)    | Wanneer Perry is toegewezen aan een nieuwe schurk, nadat Dr. Doofenshmirtz is gedegradeerd tot een lage dreiging, zien de jongens dat Perry echt verdwenen is en proberen hem terug te vinden. Ondertussen probeert Dr. Doofenshmirtz de nieuwe schurk te zoeken en samen met hem Perry te verslaan. |              |                             |                   | Plannen: Ze zoeken Perry die dit keer echt verdween Doofenshmirtz' uitvinding: Raketschoenen, zelfvernietigingsknop Liedje: Kom Terug, Perry |
| 65 (10b)    | "De Zwitserse Familie Phineas" | 210b         | Jetix                       | 8 oktober 2009    | Plannen: Bouwen een gigantische boomhut Doofenshmirtz' uitvinding: Apen slaaf-inator Liedje: Kees! |
| 65 (10b)    | Nadat ze gestrand zijn op een eiland na een storm, bouwen Phineas en Ferb op het eiland een uitgebreide boomhut als schuilplaats. Ondertussen in een slapende vulkaan op het eiland, Dr. Doofenshmirtz gebruikt apen als slaven om hem te helpen met het starten van een wasserette schoonmaakbedrijf, zodat hij uiteindelijk alle wasserettes in het gebied kan vervangen door zijn eigen instituut voor slechtheid. |              |                             |                   | Plannen: Bouwen een gigantische boomhut Doofenshmirtz' uitvinding: Apen slaaf-inator Liedje: Kees! |
| 66 (11)     | "Phineas en Ferb's Quantum Ratjetoe" | 212          | Jetix                       | 5 december 2009   | Plannen: Ze gaan naar de toekomst met een tijdmachine Liedjes: "Today is Gonna Be a Great Day", Een Luizenleven |
| 66 (11)     | Nadat Phineas en Ferb met een tijdmachine 20 jaar de toekomst in reizen, besluit een oudere versie van Candace om deze tijdmachine te stelen en terug in de tijd te gaan naar de dag wanneer zij de achtbaan bouwden, zodat ze de huidige Candace kan helpen hen op heterdaad te betrappen. Het plan slaagt, maar hierdoor zet ze een kettingreactie in gang die ertoe leidt dat in de toekomst Doofenshmirtz de macht heeft gegrepen. De oudere Candace moet nu haar daad ongedaan maken om deze slechte toekomst te voorkomen. |              |                             |                   | Plannen: Ze gaan naar de toekomst met een tijdmachine Liedjes: "Today is Gonna Be a Great Day", Een Luizenleven |
| 67 (12a)    | "Verstoppertje" | 213a         | Jetix                       | 5 december 2009   | Plannen: Ze krimpen zichzelf om verstoppertje te spelen Doofenshmirtz' uitvinding: Opspoorder(nanobot), camera robot Liedje: Ben Je Klein |
| 67 (12a)    | Wanneer ze zien dat het buiten regent, bedenken de jongens verstoppertje te spelen in huis. Om het wat spannender te maken krimpen ze zichzelf, hun vrienden en hun nieuwe extreme fan, Irving. Ondertussen hecht Dr. Doofenshmirtz een nanobot aan Perry in een poging om te ontdekken waar hij woont en zo belletje trek te doen. |              |                             |                   | Plannen: Ze krimpen zichzelf om verstoppertje te spelen Doofenshmirtz' uitvinding: Opspoorder(nanobot), camera robot Liedje: Ben Je Klein |
| 68 (12b)    | "Het liefdesbootje" | 213b         | Jetix                       | 5 december 2009   | Plannen: Helpen Baljeet indruk te maken Mishti Doofenshmirtz' uitvinding: Raket op de Danville vuurtoren Liedjes: De Liefdesboot, Zomer |
| 68 (12b)    | Baljeet probeert indruk te maken op zijn jeugdvriendin (Mishti) uit India, dus hij roept de hulp van Phineas en Ferb in. Echter, geen van hun romantische elementen maken indruk op haar, maar ze wil Baljeet voor wie hij werkelijk is. Intussen moet Perry voorkomen dat Doofenshmirtz de vuurtoren van Danville aan de andere kant van de stad brengt, zodat hij niet gehinderd wordt door alle schepen. |              |                             |                   | Plannen: Helpen Baljeet indruk te maken Mishti Doofenshmirtz' uitvinding: Raket op de Danville vuurtoren Liedjes: De Liefdesboot, Zomer |
| 69 (13a)    | "De Baljeatles" | 214a         | Jetix                       | 5 december 2009   | Plannen: Helpen Baljeet met het concert Doofenshmirtz' uitvinding: Nanny-inator, Boem-Boem-inator Liedje: Dus Geef Me Keihard Een Punt |
| 69 (13a)    | Baljeet roept de hulp van Phineas en Ferb om een lied te maken voor het zomerkamp waarvoor hij zich per ongeluk heeft aangemeld. Candace koppelt Stacy met Coltrane en Doofenshmirtz probeert om een babyleger te creëren door het uitzenden van zijn hartslag in de hele stad op een luidspreker. |              |                             |                   | Plannen: Helpen Baljeet met het concert Doofenshmirtz' uitvinding: Nanny-inator, Boem-Boem-inator Liedje: Dus Geef Me Keihard Een Punt |
| 70 (13b)    | "Kleine meisjes worden groot" | 214b         | Jetix                       | 19 december 2009  | Plannen: Ferb helpt Vanessa om de capsule te krijgen Doofenshmirtz' uitvinding: Liedje: Dat Ben Ik |
| 70 (13b)    | Dr Doofenshmirtz geeft zijn dochter Vanessa een opdracht om een capsule met zeldzame chemische stoffen voor hem te halen in een winkelcentrum en zo te bewijzen dat ze verantwoordelijk genoeg is voor een eigen auto, maar Perry (die het uit de buurt van Dr. Doofenshmirtz probeert te krijgen), Baljeet (die het wil gebruiken in een wetenschappelijk project), en Candace (die denkt dat het een lantaarn is die ze aan Jeremy kan geven) proberen ook om de capsule te krijgen. |              |                             |                   | Plannen: Ferb helpt Vanessa om de capsule te krijgen Doofenshmirtz' uitvinding: Liedje: Dat Ben Ik |
| 71 (14a)    | "Bij de konijnen af" | 215a         | Jetix                       | 19 december 2009  | Plannen: Maken hun eigen röntgenbril Doofenshmirtz' uitvinding: Reuze-honden-koekjes-inator met een vleesjus laagje Liedje: Door Mijn Röntgen Bril |
| 71 (14a)    | Candace vindt een konijn buiten haar huis en besluit het als huisdier te houden. Echter, het konijn is eigenlijk een kwaadaardige geheim agent genaamd Dennis. Perry probeert te voorkomen dat hij de computer in zijn hoofdkwartier kraakt. Ondertussen ontwikkelen Phineas en Ferb een röntgenbril na opgelicht te zijn door een fopspeeltje. En als gevolg van de afwezigheid van Perry, benoemt Dr. Doofenshmirtz een potplant als zijn tijdelijke vijand. |              |                             |                   | Plannen: Maken hun eigen röntgenbril Doofenshmirtz' uitvinding: Reuze-honden-koekjes-inator met een vleesjus laagje Liedje: Door Mijn Röntgen Bril |
| 72 (14b)    | "Kuren" | 215b         | Jetix                       | 19 december 2009  | Plannen: Maken hun eigen spa in de tuin Liedjes: Een Kuurdag, Dr. Kokosnoot |
| 72 (14b)    | Candace en Stacy hadden een afspraak naar de spa gepland maar door Candance helpen ze nu aan een vrijwilligers woningbouwproject enkel en alleen omdat Jeremy er ook is. Later mogen de twee gebruikmaken van een spa gebouwd door Phineas en Ferb. Ondertussen heeft Dr. Doofenshmirtz een zwerfkat op straat gevonden en houdt hem als een huisdier, maar de kat veroorzaakt chaos in zijn lab. |              |                             |                   | Plannen: Maken hun eigen spa in de tuin Liedjes: Een Kuurdag, Dr. Kokosnoot |
| 73 (15a)    | "De Bellen-jongens" | 216a         | Jetix                       | 19 december 2009  | Plannen: Ze zweven in een grote bel boven de stad. Doofenshmirtz' uitvinding: Jodel-inator Liedje: Jodel Odel Ongehoorzaam |
| 73 (15a)    | Wanneer Phineas en Ferb de grootste en meest ondoordringbare bubbel ooit hebben gecreëerd, gaan zij, de Kampvuurmeisjes, Buford en Baljeet in de bel en vliegen boven de stad. Ondertussen rijdt Candace praktijk en Dr. Doofenshmirtz maakt gebruik van een stem-veranderaar verborgen in een cowboyhoed om hem populair te maken door middel van country muziek. |              |                             |                   | Plannen: Ze zweven in een grote bel boven de stad. Doofenshmirtz' uitvinding: Jodel-inator Liedje: Jodel Odel Ongehoorzaam |
| 74 (15b)    | "Isabella en de Saptempel" | 216b         | Jetix                       | 19 december 2009  | Liedje: De Padvindsters |
| 74 (15b)    | Isabella en haar Kampvuurmeisjestroep proberen om een zeldzame soort sap van de boom te halen uit een verlaten pretpark voor Phineas en Ferbs belproject. Ondertussen probeert Pinky de Chihuahua de vijand van Professor Poofenplotz haar favoriete, maar niet meer verkopende, haarlak te stelen. |              |                             |                   | Liedje: De Padvindsters |
| 75 (16a-c)  | "Phineas en Ferbs Kerstvakantie" | 222          | Disney Channel              | 21 december 2009  | Plannen: Maken samen met de bewoners van Danville van de stad een kaart om de Kerstman te bedanken Doofenshmirtz' uitvinding: Stout-inator Liedjes: Wintervakantie, Ik Heb Niks Tegen Kerstmis!, Het Kerstgevoel, Waar Is Het Fout Gegaan, De Stad Is Best Wel Aardig, Kerstmis Kan Niet Meer Stuk, Kerstman, Dank U Wel                                |
| 75 (16a-c)  | Phineas en Ferb helpen de stad te versieren voor de aankomst van de Kerstman, Dr. Doofenshmirtz zoekt een reden om Kerstmis te haten en zo gebruik te maken van zijn Stout-inator. Als gevolg hiervan, gaan de jongens en hun vrienden proberen Kerstmis in Danville te redden. |              |                             |                   | Plannen: Maken samen met de bewoners van Danville van de stad een kaart om de Kerstman te bedanken Doofenshmirtz' uitvinding: Stout-inator Liedjes: Wintervakantie, Ik Heb Niks Tegen Kerstmis!, Het Kerstgevoel, Waar Is Het Fout Gegaan, De Stad Is Best Wel Aardig, Kerstmis Kan Niet Meer Stuk, Kerstman, Dank U Wel                                |
| 76 (17a)    | "Kop Op Candace" | 217a         | Disney XD                   | 1 januari 2010    | Plannen: Proberen Candace op te vrolijken Doofenshmirtz' uitvinding: Vogelbek-verdubbel-inator Liedje: Single Mixer Machine |
| 76 (17a)    | Wanneer Candace zich depressief voelt omdat Jeremy zijn afspraakje afzegt, proberen Phineas en Ferb Candace op te vrolijken. Ondertussen gebruikt Dr. Doofenshmirtz klonen van Perry het Vogelbekdier voor een reeks van misdaden. |              |                             |                   | Plannen: Proberen Candace op te vrolijken Doofenshmirtz' uitvinding: Vogelbek-verdubbel-inator Liedje: Single Mixer Machine |
| 77 (17b)    | "Padvindster-Trammelant" | 217b         | Disney XD                   | 1 januari 2010    | Plannen: Helpen Candace om een padvinder te worden Doofenshmirtz' uitvinding: Metaal vernietiginator Liedje: "Go Candace Go" |
| 77 (17b)    | Candace probeert 50 badges in één dag te halen om een padvinder te worden zodat ze een kaartje kan krijgen voor het concert van Paisley Bakkebaarden Broertjes. Ondertussen probeert Dr. Doofenshmirtz het verkoop van de Kampvuurmeisjeskoekjes te stoppen met behulp van een apparaat dat metaal kan omzetten in broccoli. |              |                             |                   | Plannen: Helpen Candace om een padvinder te worden Doofenshmirtz' uitvinding: Metaal vernietiginator Liedje: "Go Candace Go" |
| 78 (18a)    | "Wat gaat ie doen?" | 219a         | Disney XD                   | 1 januari 2010    | Plannen: Proberen te onderzoeken wat het apparaat uit de voortuin kan Doofenshmirtz' uitvinding: Doofenshmirtz straalmotor bakbeest, Een anti-romantiek raket Liedje: Wat gaat ie doen? |
| 78 (18a)    | Wanneer een van de uitvindingen van Doofenshmirtz landt in hun voortuin, proberen Phineas en Ferb te achterhalen wat het doet. Ondertussen haalt Dr. Doofenshmirtz herinneringen op aan een afspraakje dat hij had met Linda Flynn. |              |                             |                   | Plannen: Proberen te onderzoeken wat het apparaat uit de voortuin kan Doofenshmirtz' uitvinding: Doofenshmirtz straalmotor bakbeest, Een anti-romantiek raket Liedje: Wat gaat ie doen? |
| 79 (18b)    | "Atlantis" | 219b         | Disney XD                   | 1 januari 2010    | Plannen: Gaan op zoek naar de stad Atlantis Doofenshmirtz' uitvinding: Slechte spray Liedje: Atlantis |
| 79 (18b)    | Op een uitstapje naar het strand, gaan Phineas en Ferb op zoek naar de verloren stad Atlantis. Candace doet mee aan een wedstrijd zandkastelen bouwen, en Dr. Doofenshmirtz probeert met een plantgroeimiddel planten slecht te maken. |              |                             |                   | Plannen: Gaan op zoek naar de stad Atlantis Doofenshmirtz' uitvinding: Slechte spray Liedje: Atlantis |
| 80 (19a)    | "De Pestkop Wet" | 218a         | Disney XD                   | 28 februari 2010  | Plannen: Helpen Baljeet om van Buford af te komen Doofenshmirtz' uitvinding: Met-de-voet-inator, met-de-fut-inator Liedje: Hij Wil Alles Voor Me Doen |
| 80 (19a)    | Buford houdt zich aan de pestkop wet, dus is Buford de slaaf van Baljeat nadat hij hem heeft gered van verstikking door een hot dog door het eten van vier tegelijk. Ondertussen probeert Candace te voorkomen dat Jeremy haar beschamende foto's zien die zij per ongeluk had gestuurd naar zijn telefoon en Dr. Doofenshmirtz probeert wraak te nemen op een vrachtwagenchauffeur die over zijn voet reed. |              |                             |                   | Plannen: Helpen Baljeet om van Buford af te komen Doofenshmirtz' uitvinding: Met-de-voet-inator, met-de-fut-inator Liedje: Hij Wil Alles Voor Me Doen |
| 81 (19b)    | "Op Zoek Naar Mary McGuffin" | 218b         | Disney XD                   | 28 februari 2010  | Plannen: Gaan op zoek naar het Mary McGuffin popje Doofenshmirtz' uitvinding: Gebruikt-inator, kreeftenkooi Liedje: Toch Nog Niet Zo Slecht Achteraf |
| 81 (19b)    | Wanneer Lawrence per ongeluk Candaces kleine Mary McGuffin pop aan Dr Doofenshmirtz verkocht als een geschenk voor zijn dochter Vanessa, proberen Phineas en Ferb het popje terug te vinden zoals in detectivefilms. Ondertussen probeert Dr. Doofenshmirtz een werkende aan/uit-schakelaar te vinden voor zijn nieuwste uitvinding. |              |                             |                   | Plannen: Gaan op zoek naar het Mary McGuffin popje Doofenshmirtz' uitvinding: Gebruikt-inator, kreeftenkooi Liedje: Toch Nog Niet Zo Slecht Achteraf |
| 82 (20a)    | "Op de gevoelige plaat" | 220a         | Disney XD                   | 14 maart 2010     | Plannen: Maken een foto-transporter Doofenshmirtz' uitvinding: Mime-inator Liedjes: Mexicaans Jiddisch Cultureel Festival, Er Zit Niks Lekkers In Mij |
| 82 (20a)    | Wanneer Phineas en Ferb een teleporter maken die objecten overal vandaan kan halen door het scannen van foto's, probeert Candace haar moeder te teleporteren van een Mexicaans-Joods cultureel festival naar de tuin zodat ze het apparaat ziet. Ondertussen probeert Dr. Doofenshmirtz de wereld te verlossen van mimespelers door ze te vangen in echte onzichtbare dozen. |              |                             |                   | Plannen: Maken een foto-transporter Doofenshmirtz' uitvinding: Mime-inator Liedjes: Mexicaans Jiddisch Cultureel Festival, Er Zit Niks Lekkers In Mij |
| 83 (20b)    | "Slecht dansen" | 220b         | Disney XD                   | 14 maart 2010     | Plannen: Helpen Jeremy om te leren dansen Liedje: Dansen Tot Je Niet Meer Kunt Opening |
| 83 (20b)    | Onzeker over zijn eigen dansbewegingen stemt Jeremy toch toe om met Candace op de populaire tv-show 'Dansen tot je niet meer kunt' te dansen en de jongens ontwikkelen voor hem een exoskelet waarmee Jeremy bewogen wordt door Ferb. Ondertussen proberen Dr. Doofenshmirtz en zijn organisatie van andere gekke wetenschappers om een kwade boodschap uit te zenden op tv. |              |                             |                   | Plannen: Helpen Jeremy om te leren dansen Liedje: Dansen Tot Je Niet Meer Kunt Opening |
| 84 (21)     | "Phineas en Ferb Cliptastische Top Tien" | 211          | Disney XD                   | 28 maart 2010     | Doofenshmirtz' uitvinding: Muziek-videoclip-inator/Muziek-video-hersen-control-inator Liedjes: 10. Doe Mee Met De Bettys 9. Koningin van Mars 8. Ik Heb Geen Ritme 7. Ik Hou Van Jou Mam 6. S.U.P.E.R. F.O.U.T. 5. E.I.M.B (Eekhoorns In Mijn Broek) 4. Kleine Broertjes 3. Ik Krijg Je 2. Strandtuinfeest 1½. Mijn Naam Is Doof 1. Gitchee Gitchee Bow |
| 84 (21)     | Major Monogram en Dr. Doofenshmirtz presenteren een kijkers top 10 van liedjes uit seizoen 1, terwijl Doofenshmirtz de hele wereld probeert over te nemen met een liedje dat wetenschappelijk is ontworpen om voor eeuwig in je gedachten te blijven zitten. |              |                             |                   | Doofenshmirtz' uitvinding: Muziek-videoclip-inator/Muziek-video-hersen-control-inator Liedjes: 10. Doe Mee Met De Bettys 9. Koningin van Mars 8. Ik Heb Geen Ritme 7. Ik Hou Van Jou Mam 6. S.U.P.E.R. F.O.U.T. 5. E.I.M.B (Eekhoorns In Mijn Broek) 4. Kleine Broertjes 3. Ik Krijg Je 2. Strandtuinfeest 1½. Mijn Naam Is Doof 1. Gitchee Gitchee Bow |
| 85 (22a)    | "Ik was een robot op leeftijd" | 221a         | Disney XD                   | 11 april 2010     | Plannen: Ze moedigen Candace en hun vader aan in de vader-dochterwedstrijd Doofenshmirtz' uitvinding: Mjil |
| 85 (22a)    | Het geheugen van Phineas en Ferbs vader (Lawrence) wordt per ongeluk gewist door een apparaat in het hol van Perry. Daar hij die dag zou deelnemen aan een vader-dochterwedstrijd met Candace, moet Perry in een robotversie van Lawrence voor hem invallen. Ondertussen vindt Dr. Doofenshmirtz 'Mjil' uit, het tegenovergestelde van lijm het breekt spul af in plaats van elkaar vast te lijmen. |              |                             |                   | Plannen: Ze moedigen Candace en hun vader aan in de vader-dochterwedstrijd Doofenshmirtz' uitvinding: Mjil |
| 86 (22b)    | "Strijdbare Suzy" | 221b         | Disney XD                   | 11 april 2010     | Plannen: Maken een waterval in de tuin Doofenshmirtz' uitvinding: Schoenveter-inator, Carbon-voetafdruk-inator Liedjes: Grof Gum, Rijdend Zoogdier |
| 86 (22b)    | Candace en Suzy proberen Phineas en Ferb te betrappen terwijl ze een replica van de Niagara Waterval maken en erover te varen in een ton. Ondertussen bouwt Dr. Doofenshmirtz een gigantische voet uit carbonpapier om zo carbon voetafdrukken te zetten in het milieu. |              |                             |                   | Plannen: Maken een waterval in de tuin Doofenshmirtz' uitvinding: Schoenveter-inator, Carbon-voetafdruk-inator Liedjes: Grof Gum, Rijdend Zoogdier |
| 87 (23a)    | "Geheim agent Kees" | 223a         | Disney XD                   | 18 april 2010     | Plannen: Maken een Anti-Zwaartekracht Pret Raket Doofenshmirtz' uitvinding: Anti-Zwaartekracht Slechtheidsraketinator Liedjes: Kees Incognito, Als Je Lekker Zweeft |
| 87 (23a)    | De jongens bouwen aan een Anti-Zwaartekracht Pret Raket. Kees ontdekt per ongeluk hun plan op het internet en denkt dat zij voor Dr. Doofenshmirtz werken, dus wordt hij naar hen toegestuurd om erachter te komen wat ze doen. Ondertussen gebruikt Doofenshmirtz de bouwplannen van Phineas en Ferb zelf om ook een Anti-Zwaartekrachtraket te maken en uit te vinden waarvoor hij hem kan gebruiken. Perry is gestuurd om een verdwenen gans te vinden. |              |                             |                   | Plannen: Maken een Anti-Zwaartekracht Pret Raket Doofenshmirtz' uitvinding: Anti-Zwaartekracht Slechtheidsraketinator Liedjes: Kees Incognito, Als Je Lekker Zweeft |
| 88 (23b)    | "Hiep hiep hoezo" | 223b         | Disney XD                   | 18 april 2010     | Plannen: Helpen op het Eenwordingsdag van het Drie-Staten Gebied Doofenshmirtz' uitvinding: Binnendeurs-inator, Verdubbel-achtmaal-inator, Takel-inator Liedje: Eenwording Van Het Drie-Staten Gebied |
| 88 (23b)    | Phineas en Ferb beslissen om te helpen met het bouwen van praalwagens voor alle kinderen uit de buurt in de jaarlijkse 'Drie-Staten Gebied Eenwordingsdag' parade, maar vanwege een familietraditie moeten Buford en zijn gezin proberen een puinhoop te maken van de parade. Ondertussen probeert Dr. Doofenshmirtz files te maken met een apparaat dat alles achtmaal verdubbelt. |              |                             |                   | Plannen: Helpen op het Eenwordingsdag van het Drie-Staten Gebied Doofenshmirtz' uitvinding: Binnendeurs-inator, Verdubbel-achtmaal-inator, Takel-inator Liedje: Eenwording Van Het Drie-Staten Gebied |
| 89 (24a)    | "Ik moet er even door" | 224a         | Disney XD                   | 2 mei 2010        | Plannen: Maken een bol waarmee je door dingen heen kan lopen Doofenshmirtz' uitvinding: Plan A: Kracht-danig-inator, Plan B: Kracht-danig-inator 2, Plan C: Foetsie-inator Liedje: Ik moet er even door |
| 89 (24a)    | Phineas en Ferb maken een bol die het mogelijk maakt door dingen heen te lopen en ze gebruiken het om het plectrum van hun moeder te vinden. Ondertussen probeert Dr. Doofenshmirtz een standbeeld ter ere van zijn broer Roger te vernietigen. |              |                             |                   | Plannen: Maken een bol waarmee je door dingen heen kan lopen Doofenshmirtz' uitvinding: Plan A: Kracht-danig-inator, Plan B: Kracht-danig-inator 2, Plan C: Foetsie-inator Liedje: Ik moet er even door |
| 90 (24b)    | "De grote dag van Candace" | 224b         | Disney XD                   | 2 mei 2010        | Plannen: Helpen samen met Candace met de bruiloft van hun tante Doofenshmirtz' uitvinding: Junkfood-inator Liedje: Huwelijkse Spanning |
| 90 (24b)    | Wanneer Phineas en Ferb hun hulp aanbieden voor de bruiloft van tante Tiana en oom Bob in de achtertuin van het Flynn-Fletcher, probeert Candace te voorkomen dat de jongens het huwelijk verpesten en de aandacht afleiden van haar rol als bruidsmeisje. Ondertussen bouwt Dr. Doofenshmirtz een apparaat dat alle gezond voedsel in de stad verandert in junkfood. |              |                             |                   | Plannen: Helpen samen met Candace met de bruiloft van hun tante Doofenshmirtz' uitvinding: Junkfood-inator Liedje: Huwelijkse Spanning |
| 91 (25a)    | "Invasie van de Ferb Snatchers" | 225a         | Disney XD                   | 23 mei 2010       | Plannen: Ferb repareert Meaps vriend z'n ruimteschip Doofenshmirtz' uitvinding: Ingepakt-Met-Een Strikje-Erom-Inator Liedje: Jij Bent Ferb Niet |
| 91 (25a)    | Na het bekijken van een sciencefictionfilmmarathon, denkt Candace dat Ferb een buitenaards wezen is. Ondertussen heeft Dr. Doofenshmirtz plannen voor de veiling van een oude uitvinding met de Ingepakt-Met-Een-Strikje-Erom-inator (die voorwerpen krimpt en verpakt in kleine doosjes). |              |                             |                   | Plannen: Ferb repareert Meaps vriend z'n ruimteschip Doofenshmirtz' uitvinding: Ingepakt-Met-Een Strikje-Erom-Inator Liedje: Jij Bent Ferb Niet |
| 92 (25b)    | "Da's Geen Kinderspel" | 225b         | Disney XD                   | 23 mei 2010       | Plannen: Voeren de kinder ritjes van een winkel op Doofenshmirtz' uitvinding: Drijfgas-Spuitbus-Ozon-Vernietig-inator Liedje: Da's Geen Kinderspel |
| 92 (25b)    | De jongens hebben de 'kinder ritjes' van een winkel opgevoerd. Nadat Candace gaat zitten op de raket vliegt ze de hele stad door en dat is een goede manier om de jongens te betrappen. Ondertussen probeert Dr. Doofenshmirtz om zijn naam te branden in de atmosfeer, zodat men hem nooit zal vergeten. |              |                             |                   | Plannen: Voeren de kinder ritjes van een winkel op Doofenshmirtz' uitvinding: Drijfgas-Spuitbus-Ozon-Vernietig-inator Liedje: Da's Geen Kinderspel |
| 93 (26)     | "De Snuit" | 227          | Disney Channel              | 28 augustus 2010  | Plannen: Proberen te stad te redden tegen de schurk Khaka Poe Poe Liedjes: Yippy Kai Yai Yay, De Snuit |
| 93 (26)     | Phineas en Ferb bouwen een robotpak en worden de superheld De Snuit. Maar als de schurk Khaka Poe Poe hen ontdekt, probeert hij de stad te terroriseren, en alleen De Snuit kan hem tegenhouden. Ondertussen moet Dr. Doofenshmirtz tijdelijk de burgemeesterswoning van zijn broer Roger bewaken. |              |                             |                   | Plannen: Proberen te stad te redden tegen de schurk Khaka Poe Poe Liedjes: Yippy Kai Yai Yay, De Snuit |
| 94 (27a)    | "Niet Phineas & Ferb" | 228a         | Disney XD                   | 5 september 2010  | Plannen: Gaan samen met hun vader naar de bioscoop Doofenshmirtz' uitvinding: Krimp-inator straal |
| 94 (27a)    | Irvings broer Albert gelooft niet dat Phineas en Ferb bijzonder zijn. Juist nu de jongens er niet zijn heeft Irving hun hulp nodig om het te bewijzen. Irving vraagt Baljeet en Buford om Phineas en Ferb te spelen en naast een gigantisch hologram van de jongens hun Eiffeltorenconstructie te staan. Ondertussen wordt Dr. Doofenshmirtz het zat over de kwaliteit van accessoires voor zijn modeltrein en besluit hij nationale monumenten te krimpen en toe te voegen aan zijn collectie. |              |                             |                   | Plannen: Gaan samen met hun vader naar de bioscoop Doofenshmirtz' uitvinding: Krimp-inator straal |
| 95 (27b)    | "Phineas & Ferb-Verklikkers" | 228b         | Disney XD                   | 5 september 2010  | Plannen: Maken grote draaiende tollen Doofenshmirtz' uitvinding: Dwangbuis-inator, Norm vervangende robot Liedje: Ze Gaan Eraan, Die Broetjes |
| 95 (27b)    | Candace, Stacy en Jenny proberen samen om Phineas en Ferb te betrappen met een uitgebreide training die Candace geeft. Ondertussen heeft Dr. Doofenshmirtz een nieuwe robot die Norm vervangt, maar de robot werkt hem tegen. |              |                             |                   | Plannen: Maken grote draaiende tollen Doofenshmirtz' uitvinding: Dwangbuis-inator, Norm vervangende robot Liedje: Ze Gaan Eraan, Die Broetjes |
| 96 (28a)    | "De hagedissen Fluisteraar" | 229a         | Disney XD                   | 12 september 2010 | Plannen: Proberen hun kameleon terug te vinden Doofenshmirtz' uitvinding: Gigantinator, Omni-Radiale-Amplifinator |
| 96 (28a)    | Wanneer ze een kameleon vinden in hun tuin besluiten ze deze te houden als huisdier, maar uiteindelijk groeit deze uit tot een gigantische kameleon door een van Doofenshmirtz' uitvindingen. Phineas en Ferb proberen om hem terug te vinden. Ondertussen geeft Jeremy Doofenshmirtz muziekles en leert om zijn eigen slechte nummer te spelen, zodat hij het kan gebruiken om buitenaardse wezens op te roepen en een leger te creëren met zijn Omni-Radiale-Amplifinator. |              |                             |                   | Plannen: Proberen hun kameleon terug te vinden Doofenshmirtz' uitvinding: Gigantinator, Omni-Radiale-Amplifinator |
| 97 (28b)    | "Robot Rodeo" | 229b         | Disney XD                   | 12 september 2010 | Plannen: Houden een rodeo in de achtertuin Doofenshmirtz' uitvinding: Verdelg Rodney's-inator-inator Liedjes: Techno Rodeo, Izzy Heeft de Frizzies |
| 97 (28b)    | Phineas en Ferb houden een rodeo in hun achtertuin met robotstieren, Candace probeert gefocust te blijven, Dr. Doofenshmirtz neemt het op tegen leden van B.O.N.B.O.N.E.T.J.E. en anderen in een Inator Maker wedstrijd. |              |                             |                   | Plannen: Houden een rodeo in de achtertuin Doofenshmirtz' uitvinding: Verdelg Rodney's-inator-inator Liedjes: Techno Rodeo, Izzy Heeft de Frizzies |
| 98 (29a)    | "Het Geheim tot Succes" | 230a         | Disney XD                   | 19 september 2010 | Plannen: Maken een echte al-terrain voertuig Liedjes: Hij Is Voor Elk Terrein, Geef Me Uw Euro's Vandaag |
| 98 (29a)    | Phineas en Ferb bouwen aan een alle terreinvoertuig. Doofenshmirtz is in het bezit van een kwade marathon. Ondertussen gaan Baljeet, Stacy en Candace naar een conventie om Candace haar 'betrappingstactiek' te verbeteren. |              |                             |                   | Plannen: Maken een echte al-terrain voertuig Liedjes: Hij Is Voor Elk Terrein, Geef Me Uw Euro's Vandaag |
| 99 (29b)    | "Doofs Duistere Kant van de Maan" | 230b         | Disney XD                   | 19 september 2010 | Plannen: Maken 's werelds hoogste gebouw Doofenshmirtz' uitvinding: Maan-draai-inator Liedjes: Nog Een Verdieping |
| 99 (29b)    | Phineas en Ferb bouwen het hoogste gebouw ooit om de populariteit van Danville te verhogen, terwijl Candace hulp inroept van Irvings broer Albert om de jongens te betrappen. Ondertussen probeert Doofenshmirtz een poging te doen om de maan te draaien naar zijn donkere kant, zodat hij de slechtste man in de wereld zal worden. |              |                             |                   | Plannen: Maken 's werelds hoogste gebouw Doofenshmirtz' uitvinding: Maan-draai-inator Liedjes: Nog Een Verdieping |
| 100 (30a)   | "Zij is de Burgemeester" | 231a         | Disney XD                   | 26 september 2010 | Plannen: Maken een pioniersstad Doofenshmirtz' uitvinding: Versneller-inator Liedjes: Het Wordt een Mooie Dag* |
| 100 (30a)   | Door een 'Burgemeester voor één dag' wedstrijd is Candace burgemeester voor één dag en zo probeert ze haar broertjes te pakken te krijgen. Terug thuis bouwen Phineas en Ferb een authentieke blokhut en een pioniersstad. Ondertussen wordt Dr. Doofenshmirtz verplicht om golf te spelen met zijn broer Roger maar is er niet blij mee. |              |                             |                   | Plannen: Maken een pioniersstad Doofenshmirtz' uitvinding: Versneller-inator Liedjes: Het Wordt een Mooie Dag* |
| 101 (30b)   | "De Limonadekraam" | 231b         | Disney XD                   | 26 september 2010 | Plannen: Hebben limonadekramen/gebouwen door de hele stad Doofenshmirtz' uitvinding: Papier-Knip-Inator Liedjes: Een Betere En Beste Vriendin |
| 101 (30b)   | Phineas en Ferb bouwen het ultieme limonadekraampje en beginnen een bedrijf om het door de hele stad te verkopen. Ondertussen wordt Candace op de proef gesteld om te kiezen tussen de vriendschap met Stacy of haar broers te betrappen. En Dr. Doofenshmirtz creëert een Papier-Knip-Inator, zodat hij miljoenen pleisters kan verkopen. |              |                             |                   | Plannen: Hebben limonadekramen/gebouwen door de hele stad Doofenshmirtz' uitvinding: Papier-Knip-Inator Liedjes: Een Betere En Beste Vriendin |
| 102 (31a-d) | "Phineas and Ferb: De Zomer is van Jou!" | 237/238      | Disney Channel              | 15 oktober 2010   | Plannen: Reizen de wereld rond in 1 dag Doofenshmirtz' uitvinding: Plannen voor een grote water ballon Liedjes: "I Believe We Can", J-pop (Welkom in Tokio), Elastiek in een Bal, We Stuiteren de Wereld Rond, Liefdesstad nummer 1, We Gaan de Zon Achterna, De Zomer is van Jou!                                                                      |
| 102 (31a-d) | De vader en moeder van Phineas en Ferb gaan een weekendje weg. Phineas en Ferb willen tijdens de zomerwende een wereldreis in 24 uur maken. Als ze dat lukt, geeft Buford hun fietsen terug die hij als klein kind heeft afgepakt. Candace wil echter niet dat ze weggaan. Totdat ze hoort dat Phineas en Ferb langs Parijs komen, waar Jeremy op vakantie is. Onderweg komen ze veel obstakels tegen. Zal het ze lukken om voor zonsondergang thuis te zijn? |              |                             |                   | Plannen: Reizen de wereld rond in 1 dag Doofenshmirtz' uitvinding: Plannen voor een grote water ballon Liedjes: "I Believe We Can", J-pop (Welkom in Tokio), Elastiek in een Bal, We Stuiteren de Wereld Rond, Liefdesstad nummer 1, We Gaan de Zon Achterna, De Zomer is van Jou!                                                                      |
| 103 (32a)   | "Dit is pas een doolhof" | 232a         | Disney Channel              | 5 november 2010   | Plannen: Maken een doolhof Doofenshmirtz' uitvinding: Hef-inator Liedjes: Het Doolhoflied |
| 103 (32a)   | Phineas en Ferb bouwen een labyrint (doolhof) om Candace te helpen beter te kunnen skaten samen met Isabella en een nieuw Padvinstermeisje, genaamd Melissa. Ondertussen probeert Dr. Doofenshmirtz om alle gebouwen in de omgeving te maken als de Toren van Pisa. |              |                             |                   | Plannen: Maken een doolhof Doofenshmirtz' uitvinding: Hef-inator Liedjes: Het Doolhoflied |
| 104 (33a)   | "Gespleten Persoonlijkheid" | 235a         | Disney Channel              | 12 november 2010  | Plannen: Maken een componenten splitser Doofenshmirtz' uitvinding: Kijk weg-inator Liedjes: Mij, Mezelf en Ik |
| 104 (33a)   | Phineas en Ferb hebben een machine die een voorwerp splitst in zijn componenten, maar hun machine is ontploft door Candace die ermee werd geraakt en hierdoor in 2 componenten (extreem betrappende en een extreem verliefde) werd gesplitst. Doofenshmirtz probeert van een duikplank in een zwembad te springen om zo geen hoogtevrees meer te hebben. |              |                             |                   | Plannen: Maken een componenten splitser Doofenshmirtz' uitvinding: Kijk weg-inator Liedjes: Mij, Mezelf en Ik |
| 105 (34)    | "Phineas en Ferb op vakantie in Hawaï Deel I" | 234          | Disney XD                   | 28 november 2010  | Plannen: Maken A-Primaten, helpen Candace om van haar vervloekte ketting af te komen Doofenshmirtz' uitvinding: De-Evolutie-inator Liedjes: Doe De A-Primaat Calypso Met Mij, Vervloekt |
| 105 (34)    | Het Flynn-Fletcher gezin gaat op vakantie naar Hawaï. Terwijl ze daar zijn maken Phineas en Ferb levende zeewezens. Ondertussen creëert Doofenshmirtz de De-Evolution-inator en Perry krijgt het zover en hem te laten stranden op een eiland. |              |                             |                   | Plannen: Maken A-Primaten, helpen Candace om van haar vervloekte ketting af te komen Doofenshmirtz' uitvinding: De-Evolutie-inator Liedjes: Doe De A-Primaat Calypso Met Mij, Vervloekt |
| 105 (34)    | "Phineas en Ferb op vakantie in Hawaï Deel II" | 234          | Disney XD                   | 28 november 2010  | Plannen: Maken A-Primaten, helpen Candace om van haar vervloekte ketting af te komen Doofenshmirtz' uitvinding: De-Evolutie-inator Liedjes: Doe De A-Primaat Calypso Met Mij, Vervloekt |
| 105 (34)    | Het Flynn-Fletcher gezin gaat op vakantie naar Hawaï. Candace vindt een lavaketting van ongeluk. Ondertussen creëert Doofenshmirtz de De-Evolutie-inator en Perry krijgt het zover en hem te laten stranden op een eiland. |              |                             |                   | Plannen: Maken A-Primaten, helpen Candace om van haar vervloekte ketting af te komen Doofenshmirtz' uitvinding: De-Evolutie-inator Liedjes: Doe De A-Primaat Calypso Met Mij, Vervloekt |
| 106 (35)    | "De Tovenaar van Zot" | 226          | Disney XD                   | 5 december 2010   | Plannen: Maken het huis schoon Liedjes: Het Gele Pad, Oh Was Ik Maar Cool, Diepgewortelde Wens, Ik Wil Echt Niks, De Bewakers' Wensen, Mijn Laarzen Zijn Rood, Roestig |
| 106 (35)    | Phineas en Ferb moeten van hun moeder het huis schoonmaken en ze vragen Candace om te helpen, maar die weigert en in plaats daarvan leest ze een boek dat haar moeder haar gaf: De tovenaar van Oz (The Wizard of Oz). Phineas en Ferb laten het huis draaien om het huis sneller schoon te spuiten, maar ze draaien het huis te snel waardoor Candace flauwvalt en in eens Wizard of Oz-achtige droomwereld komt. Nadat ze wakker wordt vindt ze Perry liggend op haar en ontdekt dat haar huis in een andere wereld staat. Ze reist naar Verklikistan, maar al snel ontdekt ze dat Doofenshmirtz (als tovenaar) probeert om de laarzen die ze opeens had te krijgen.                                                                                   |              |                             |                   | Plannen: Maken het huis schoon Liedjes: Het Gele Pad, Oh Was Ik Maar Cool, Diepgewortelde Wens, Ik Wil Echt Niks, De Bewakers' Wensen, Mijn Laarzen Zijn Rood, Roestig |
| 107 (36a-c) | "Phineas en Ferbs Kerstvakantie Extended Version" / "Kerst vakantie!" | 222          | Disney Channel en Disney XD | 24 december 2010  | Plannen: Maken samen met de bewoners van Danville van de stad een kaart om de Kerstman te bedanken Doofenshmirtz' uitvinding: Stout-inator Liedjes: Wintervakantie, Heeft Hij Een Wens?, Ik Heb Niks Tegen Kerstmis!, Het Kerstgevoel, Waar Is Het Fout Gegaan, De Stad Is Best Wel Aardig, Kerstmis Kan Niet Meer Stuk, Kerstman, Dank U Wel           |
| 107 (36a-c) | Phineas en Ferb helpen de stad te versieren voor de aankomst van de Kerstman, Dr. Doofenshmirtz zoekt een reden om Kerstmis te haten en zo gebruik te maken van zijn Stout-inator. Als gevolg hiervan, gaan de jongens en hun vrienden proberen Kerstmis in Danville te redden. Note: Hetzelfde verhaal als "Phineas en Ferbs Kerstvakantie", maar met een nieuw liedje "Heeft Hij Een Wens?" dat eruit werd gehaald uit de originele aflevering. |              |                             |                   | Plannen: Maken samen met de bewoners van Danville van de stad een kaart om de Kerstman te bedanken Doofenshmirtz' uitvinding: Stout-inator Liedjes: Wintervakantie, Heeft Hij Een Wens?, Ik Heb Niks Tegen Kerstmis!, Het Kerstgevoel, Waar Is Het Fout Gegaan, De Stad Is Best Wel Aardig, Kerstmis Kan Niet Meer Stuk, Kerstman, Dank U Wel           |
| 108 (37)    | "Nerds van één soort"/"Soort zoekt soort" | 233          | Disney XD                   | 13 maart 2011     | Plannen: Herenigen de sci-fi fans en de fantasy fans Doofenshmirtz' uitvinding: TV show "Doof en Dier" Liedjes: Ducky Mo-Mo is mijn vriend, Mijn film wint van die van jouw |
| 108 (37)    | Phineas en Ferb gaan naar het jaarlijkse sci-fi/fantasy conventie om hun held, de special effects goeroe, Clive Addison te ontmoeten. Hun plan wordt op een zijspoor geveegd wanneer ze in een duel tussen fantasy fans (waar Ferb van houdt) en sci-fi geeks (waar Phineas van houdt) terechtkomen. Ondertussen probeert Candace geheim te houden dat ze een fan van Ducky Mo-Mo is. In de congreszaal heeft Dr. Doofenshmirtz televisie-uitvoerendproducent Jeff McGarland gegijzeld, zodat hij hem een pitch kan laten zien van zijn eigen show die hij heeft bedacht, Doof en Dier. Note: In Nederland heeft deze aflevering twee titels; één komt voor in de aflevering (de eerste), en één in de afleveringbeschrijving van Disney XD (de tweede). |              |                             |                   | Plannen: Herenigen de sci-fi fans en de fantasy fans Doofenshmirtz' uitvinding: TV show "Doof en Dier" Liedjes: Ducky Mo-Mo is mijn vriend, Mijn film wint van die van jouw |
| 109 (38)    | "Achtbaan: de Musical!" | 239          | Disney XD                   | 20 maart 2011     | Plannen: Bouwen een achtbaan door de hele stad Doofenshmirtz' uitvinding: Magnefinator Liedjes: Hey Ferb(,weet je wat ik wel wil gaan doen vandaag?) Je gaat af! Hé, wat doe je? Op een scherm achter glas. Mam kijk Zeg, ben je niet te jong om achtbanen te bouwen? Daar in Gimmelshtump Wat een achtbaan! Carpe Diem                                 |
| 109 (38)    | In deze musical gaan Phineas en Ferb opnieuw naar de dag waar ze een gigantische achtbaan bouwden. Met behulp van een combinatie van muziek, zang en dans bouwen Phineas en Ferb een achtbaan in hun achtertuin en Candace probeert hen te pakken te krijgen door hun moeder eerder te laten vertrekken van de supermarkt. Ondertussen moet Perry het Vogelbekdier Dr. Doofenshmirtz ervan weerhouden de rotatie van de aarde te beïnvloeden met een magneet en een grote rol aluminiumfolie. |              |                             |                   | Plannen: Bouwen een achtbaan door de hele stad Doofenshmirtz' uitvinding: Magnefinator Liedjes: Hey Ferb(,weet je wat ik wel wil gaan doen vandaag?) Je gaat af! Hé, wat doe je? Op een scherm achter glas. Mam kijk Zeg, ben je niet te jong om achtbanen te bouwen? Daar in Gimmelshtump Wat een achtbaan! Carpe Diem                                 |
| 110 (33b)   | "Breinbestuur" | 235b         | Disney XD                   | 24 april 2011     | Plannen: Spelen ziek in bed videogames Doofenshmirtz' uitvinding: Ontwil-inator Liedjes: Een vogelbekdier bestuurt mij hier |
| 110 (33b)   | Phineas, Ferb, Isabella en Baljeet liggen ziek in bed, samen met Buford, die niet ziek is, en spelen samen computerspelletjes concurreren tegen een andere vriend. Doofenshmirtz creëert een helm die iedereen die hem draagt kan beheersen, en hij moet Vanessa halen op een feestje in een stortplaats. |              |                             |                   | Plannen: Spelen ziek in bed videogames Doofenshmirtz' uitvinding: Ontwil-inator Liedjes: Een vogelbekdier bestuurt mij hier |
| 111 (32b)   | "Dames en Heren: Hier is Max Modem!" | 232b         | Disney XD                   | 5 juni 2011       | Plannen: Veranderen hun vader in een superster Doofenshmirtz' uitvinding: Aliën-inator Liedjes: Ik Ben Lindana,Ben Op Zoek Naar Wat Fun Aliën hart |
| 111 (32b)   | Als Candace ontdekt dat haar moeder Lindana is, wordt Linda uitgenodigd om deel te nemen aan een reünieconcert van de jaren tachtig. Lawrence voelt zich depressief omdat zijn vrouw hem gaat vergeten omdat ze zal voldoen aan spannende en leuke mensen, dus Phineas en Ferb besluiten hem te veranderen in Max Modem, een onbekende zanger uit de jaren tachtig. Ondertussen wil Dr. Doofenshmirtz Danville laten geloven dat hij de koning en leider is van een groep van aliens. |              |                             |                   | Plannen: Veranderen hun vader in een superster Doofenshmirtz' uitvinding: Aliën-inator Liedjes: Ik Ben Lindana,Ben Op Zoek Naar Wat Fun Aliën hart |
| 112 (39a)   | "Spelen maar" | 236a         | Disney XD                   | 26 juni 2011      | Plannen: Bouwen een gigantische jukebox Doofenshmirtz' uitvinding: Grijp-inator Liedjes: Ik Ga Naar De Opera Doe niks meer dag |
| 112 (39a)   | Als Phineas en Ferb een gigantische jukebox bouwen, ontmoet Candace de prinses Baldegoonde van Goochelstein die er toevallig precies zo uitziet als haar, en ze besluiten van leven te wisselen. Ondertussen probeert Doofenshmirtz de ceremonie van zijn broer (Druelselsteins favoriete zoon) te verpesten. Daarom gooit hij iets op de ceremonie met zijn Grijp-inator, gemaakt van grijpautomaten. |              |                             |                   | Plannen: Bouwen een gigantische jukebox Doofenshmirtz' uitvinding: Grijp-inator Liedjes: Ik Ga Naar De Opera Doe niks meer dag |
| 113 (39b)   | "Candace wordt betrapt" | 236b         | Disney XD                   | 30 juni 2011      | Plannen: Zitten en zich niet met Candace bemoeien Doofenshmirtz' uitvindingen: Zit-vast-leunstoel, Ga-weg-inator Liedje: Knus onderonsje |
| 113 (39b)   | Linda en Lawrence gaan naar de luchthaven en geven Candace de leiding. Voordat ze gaan, zegt Linda dat Candace op haar broers moet letten en dat ze geen feestje mag houden als ze weg zijn. Candace vraagt of Stacy en Jenny op bezoek mogen komen en Linda accepteert dat. Maar dit bezoek loopt uit in een groot feest, wat Candace eigenlijk niet wilde. Ondertussen creëert Doofenshmirtz een machine die dingen kan teleporteren door middel van een draairad. |              |                             |                   | Plannen: Zitten en zich niet met Candace bemoeien Doofenshmirtz' uitvindingen: Zit-vast-leunstoel, Ga-weg-inator Liedje: Knus onderonsje |